# Nasciturus pro iam nato habetur, quotiens de commodis eius agitur
Nasciturus pro iam nato habetur, quotiens de commodis eius agitur alla lettera Il nascituro venga considerato come se fosse già nato, tutte le volte in cui si tratta del suo vantaggio è una locuzione latina, usata in diritto romano, specialmente per la tutela dei diritti ereditari.
Il nascituro è privo di capacità giuridica; ciononostante dato che potrà averla in futuro gli vengono riconosciuti una serie di diritti soggettivi. Viene infatti protetto dall'ordinamento giuridico in quanto considerato "bene giuridico da tutelare"

## Antecedenti
Il Diritto romano non considerava il nascituro come persona ragion per cui l'aborto era permesso nell'Antica Roma. D'altra parte, però, gli si riconoscevano dei diritti (e – soprattutto – delle aspettative in termini di diritti soggettivi). Se per esempio una donna incinta veniva condannata alla pena capitale, l'esecuzione doveva essere successiva al parto. Ancora, se il padre era senatore al momento del concepimento del nascituro a quest'ultimo erano dovuti i privilegi di figlio del senato romano.

## Protezione giuridica

### Diritto civile
Il Diritto civile adotta il concetto di nascituro per quanto attiene ad obblighi e diritti. Con le varianti dei singoli ordinamenti giuridici, il feto viene considerato tale fino alle 24 ore successive al parto è questa una norma derivata dal diritto romano, tesa ad evitare il traspasso di beni e diritti ai neonati che decedono poche ore dopo la nascita.
D'altro canto al nascituro vengono riconosciuti diritti della sfera civile. Primo fra tutti il diritto ad ereditare da suo padre nel caso in cui questi deceda durante la gestazione figlio postumo. In tal caso i beni del padre dovranno attendere che la gestazione giunga a  termine e che il neonato acquisisca la personalità giuridica.
Bisogna sottolineare che nel primo paragrafo compare una lieve inesattezza: il riconoscimento della personalità giuridica del nascituro avviene infatti al momento della nascita; proprio come si afferma nella Dichiarazione dei diritti del fanciullo dell'ONU. In questa materia l'ordinamento giuridico dei singoli stati potrà applicarsi in modo complementare.